# Federigo Pastoris
Federigo Pastoris, conte di Casalrosso, talvolta indicato come Federico Pastoris (Asti, maggio 1837 – Torino, 24 ottobre 1884), è stato un pittore e incisore italiano, noto esponente della Scuola di Rivara.

## Biografia

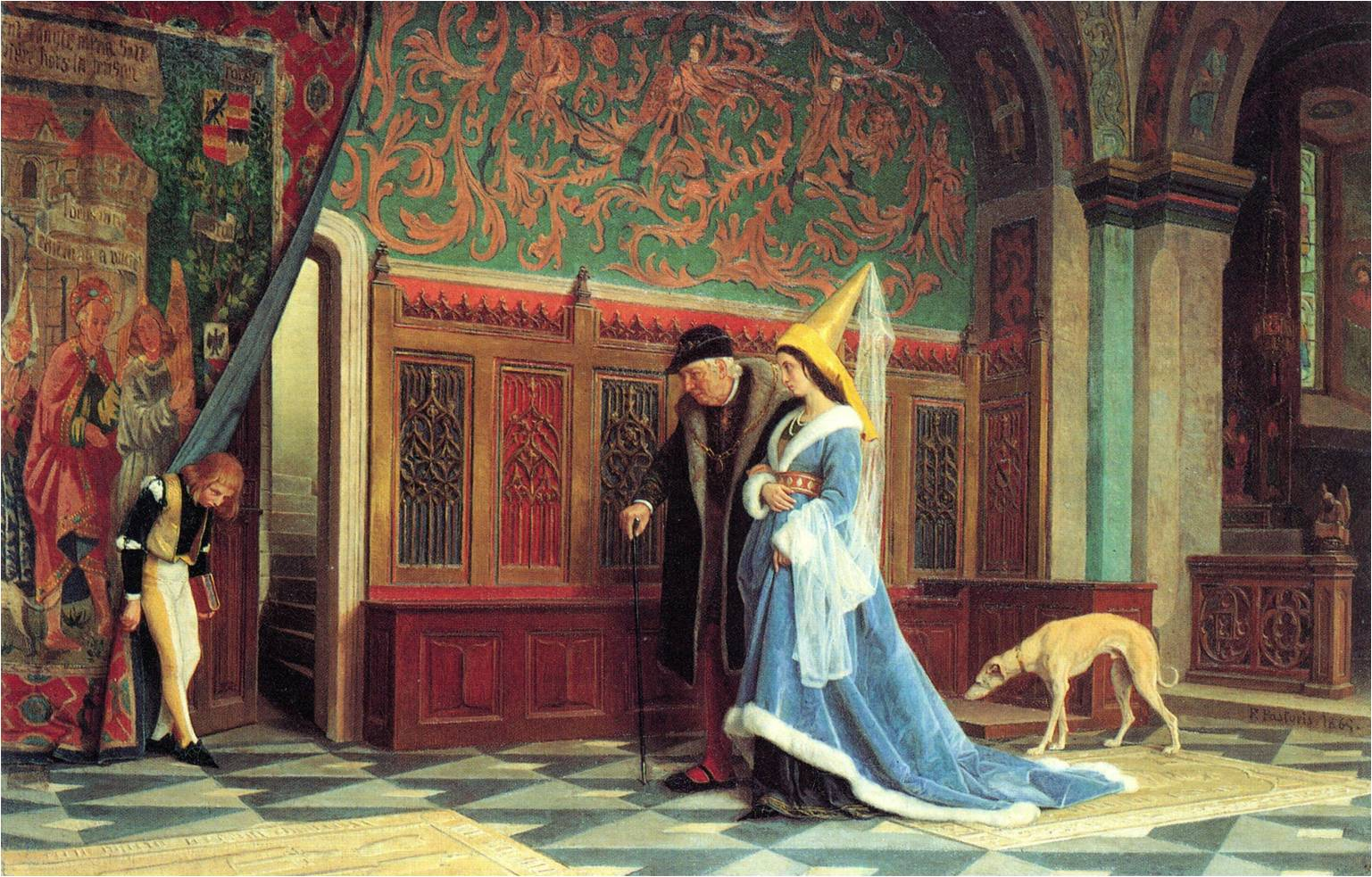
I signori di Challant (sec.XV), 1865

Nato ad Asti da Paolo, conte di Casalrosso e da Giulia Micheletti, discendente dei noti matematici Joseph-Louis Lagrange e Giovanni Plana, segue il corso di Disegno di figura all'Accademia Albertina di Torino sotto la guida di Carlo Silvestri ed Enrico Gamba, figura di spicco del romanticismo piemontese, particolarmente focalizzato sulla riproduzione di soggetti di ispirazione medievale, ambientati in castelli valdostani e piemontesi.
Sullo sfondo degli insegnamenti del maestro, esordisce alle esposizioni della Società Promotrice di Torino del 1859 e del 1860 con Un messaggio del secolo XV e Attavante, miniatore fiorentino del secolo XV (acquistato dalla Promotrice), mentre l'anno successivo presenta Glorie Avvenire e nel 1862 Luogo di sosta e Zingara.
L'incontro con Alfredo D'Andrade e Vittorio Avondo, artisti, archeologi e studiosi dell'architettura medievale italiana, consegue nella sua adesione alla Scuola piemontese di Rivara, corrente dedita alla riproduzione di paesaggi dal vero;
risale a questo periodo, a partire dal 1855, la frequentazione fiorentina degli artisti della corrente macchiaiola, in particolare con Telemaco Signorini, presso il Caffè Michelangiolo.
(Telemaco Signorini, Caricaturisti e caricaturati al Caffè Michelangiolo, p.124)
Nell'ambito di un soggiorno di studio a Parigi, compiuto tra il 1863 e il 1864 con i colleghi Carlo Pittara e Anatolio Scifoni, Pastoris viene a contatto con le opere degli artisti francesi della Scuola di Barbizon, in particolare Camille Corot e Constant Troyon, che consolidano la sua dedizione alla riproduzione di paesaggi, in particolare montani e collinari dell'Alto Piemonte.
In questo biennio, espone alla Promotrice di Torino Dopo una rappresentazione, Studio dal vero, In orazione e Ritratto del barone Giovanni Plana; di ritorno da Parigi, si reca a Roma con D'Andrade, Scifoni e Avondo e studia le opere di gusto settecentesco di Mariano Fortuny, che ispirano I bibliomani, esposto alla Promotrice di Brera (della quale diverrà socio onorario), riproposto all’Esposizione universale di Parigi del 1867 e alla Promotrice di Genova del 1870.
Con D'Andrade e Avondo avvia una dettagliata ricognizione del patrimonio monumentale piemontese e valdostano, tra cui il Castello di Issogne, in seguito rilevato dallo stesso Avondo e dove Pastoris contribuisce al restauro degli affreschi e il Castello di Fénis; entrambi i soggetti sono riprodotti in diverse opere dell'artista. I signori di Challant, soggetto tratto da questo filone (come Cortile del maniero di Issogne e Clero e milizia, presentata all'Esposizione di Genova del 1879), ispira l'omonima poesia dell'amico Giovanni Camerana e l'opera teatrale Una partita a scacchi di Giuseppe Giacosa, dedicata a Pastoris.
(Giuseppe Giacosa, Teatro, volume I, p. 53)
Nel 1867 partecipa alla mostra della Società Promotrice di Firenze con I curiali nella sala della loro preparazione e a Torino con Per la festa dell'indomani, nel 1868 è a Torino con l'acquaforte Spiaggia presso Bordighera, riproposta l'anno successivo a Genova; nel 1870 espone a Parma (medaglia d'argento) e a Torino Incamminiamoci. Costumi del contado nell'Alto Piemonte, che riscuote un buon successo di critica; in questi anni si dedica alla realizzazione di acqueforti e avvia una collaborazione con le riviste L’Arte in Italia e L’Acquaforte, la Società d’artisti italiani e Gli Acquafortisti.
Nel 1873 ottiene l'incarico di Soprintendente delle Scuole di Disegno Professionale di Torino: dopo aver spronato il Ministero della Pubblica Istruzione con lo scritto L’insegnamento del disegno a mano libera nelle scuole civiche di Torino, viene approvato l'obbligo dell’insegnamento del disegno a partire dalle scuole primarie.
Pastoris fonda inoltre la prima scuola femminile di disegno industriale e nel 1875 si occupa delle scenografie per il dramma Il trionfo d'amore dell'amico Giacosa, ambientato nel Castello di Issogne.
Nel 1876 sposa la contessa Rosa Vicino; dal matrimonio nascono Giulia e Federico Paolo.
Nel 1880, in occasione dell'Esposizione Nazionale di Torino presenta la maestosa tela Ritorno di Terra Santa, ambientata nel Castello di Issogne e resa con enorme ricchezza di riferimenti storici, letterari e musicali di gusto medievale; l'opera ottiene un ottimo riscontro da pubblico e critica, venendo acquistata dal Duca Amedeo d'Aosta.
Nel 1881 espone a Brera Paggio scapatello, Mattina e Pomeriggio, a Torino Procellarie e Ricordo ligure, l'anno successivo a Torino Verso le sei, In Liguria e La spiaggia di Laigueglia.
Nel 1883 viene chiamato con D'Andrade e Avondo nella commissione ministeriale per il restauro di Palazzo Madama di Torino, mentre in occasione dell'Esposizione generale italiana del 1884 Giuseppe Rollini e Luigi Vacca sono diretti dal Pastoris nell'esecuzione della decorazione pittorica del Borgo Medievale di Torino, maestosa opera di costruzione di un sito archeologico-monumentale.
Muore improvvisamente per nefrite a Torino il 24 ottobre 1884: è sepolto al Cimitero monumentale di Torino in una tomba da lui disegnata e ideata, impiegando un sarcofago paleocristiano, capitelli corinzi romani e un grande medaglione di bronzo con il suo ritratto.

## Stile
(Antonio Stella, Pittura e scultura in Piemonte 1842-1891: catalogo cronografico illustrato, Paravia, Torino, 1893, pp.340-341)
Artista e intellettuale poliedrico, animatore di manifestazioni culturali, scrittore e critico d’arte, nella prima fase della sua attività pittorica si orienta verso il quadro di genere e il paesaggio, con riferimento ai soggetti di gusto romantico medievale appresi
dal maestro Enrico Gamba (da cui trae la tendenza al perfezionismo della ricostruzione ambientale).
Aperto alle innovazioni stilistiche e interpretative, accoglie positivamente il nuovo realismo espresso dai Macchiaioli, in particolare Telemaco Signorini e Vincenzo Cabianca e aderisce alla Scuola piemontese di Rivara, tramite la quale conosce D'Andrade e Avondo, che contribuiscono a focalizzare la sua arte sull'archeologia del territorio, in particolare i castelli valdostani riprodotti in svariate opere, come I signori di Challant e Ritorno di Terra Santa.
(Gazzetta Piemontese, 24 ottobre 1884)
In una successiva fase, Pastoris si avvicina all’acquaforte sotto l’influsso delle opere di Antonio Fontanesi, per poi alternare l'attività pittorica (in particolare l'impegno per la realizzazione del Borgo Medievale di Torino), a quella istituzionale.

## Opere principali
- Un messaggio del secolo XV, olio su tela, collezione privata;
- In orazione (1864), olio su tela, Galleria civica d'arte moderna e contemporanea, Torino;
- I signori di Challant (1865), olio su tela, Galleria civica d'arte moderna e contemporanea, Torino;
- Cortile del maniero di Issogne (1865), olio su tela, Galleria civica d'arte moderna e contemporanea, Torino;
- I Bibliomani (1865), olio su tela, Pinacoteca di Brera, Milano[9];
- Monaci in preghiera (1867), olio su tela, Museo Civico di Pescia[10];
- Spiaggia presso Bordighera (1868), acquaforte, Galleria civica d'arte moderna e contemporanea, Torino;
- Verso sera (1869), acquaforte, Galleria civica d'arte moderna e contemporanea, Torino;
- Via scura (Roma) (1869), acquaforte, Galleria civica d'arte moderna e contemporanea, Torino;
- Ultime notizie - XXI (Post prandium stabis) (1870), acquaforte, Galleria civica d'arte moderna e contemporanea, Torino;
- Effetto di pioggia (1872), olio su tela, Galleria civica d'arte moderna e contemporanea, Torino;
- Incamminiamoci (1869), olio su tela, collezione privata;
- Il ritorno di Terra Santa (1880), olio su tela, Patrimonio Regione Valle d'Aosta Castello di Issogne museo Avondo;
- Marina di Laigueglia (1880), olio su tela, collezione privata;
- Marina di Bogliasco (1880), olio su tela, collezione privata;
- Veduta di Bogliasco (1880), olio su cartone, Castello di Aglié[11];
- Donna sotto la pioggia (non datato), olio su tela, Galleria civica d'arte moderna e contemporanea, Torino.

## Scritti
- La pace di Paquara, quadro ad olio del professore Enrico Gamba di Torino, in Album della pubblica Esposizione del 1860, Torino 1860, pp. 46-48;
- Il Mattino. Quadro a olio del signor Vincenzo Cabianca di Verona, in Album della pubblica Esposizione del 1861, Torino 1861, pp. 55-57;
- Episodio della giovinezza di Filippo Lippi, Quadro ad olio del signor C.F. Biscarra di Torino, in Album della pubblica Esposizione del 1862, Torino 1862, pp. 41-43;
- Altacomba. Quadro a olio del cavaliere professore Antonio Fontanesi di Reggio. Lettera al compilatore, in Album della pubblica Esposizione del 1864, Torino 1864, pp. 21;
- Del Beato Angelico e del quadro del signor Michele Tedesco: prime ispirazioni artistiche di frate Giovanni da Fiesole, in Album della pubblica Esposizione del 1866, Torino 1866, pp. 37-40;
- La brezza marina (ricordo del golfo di Genova), quadro a olio del conte Giacinto Corsi, di Torino, in Album della pubblica Esposizione del 1867, Torino 1867, p. 14;
- Relazione del soprintendente alle Scuole Municipali di disegno al sindaco della Città di Torino, Torino 1877;
- Insegnamento del disegno a mano libera nelle scuole civiche di Torino. Corso progressivo, Torino 1884.